# Самородная сера

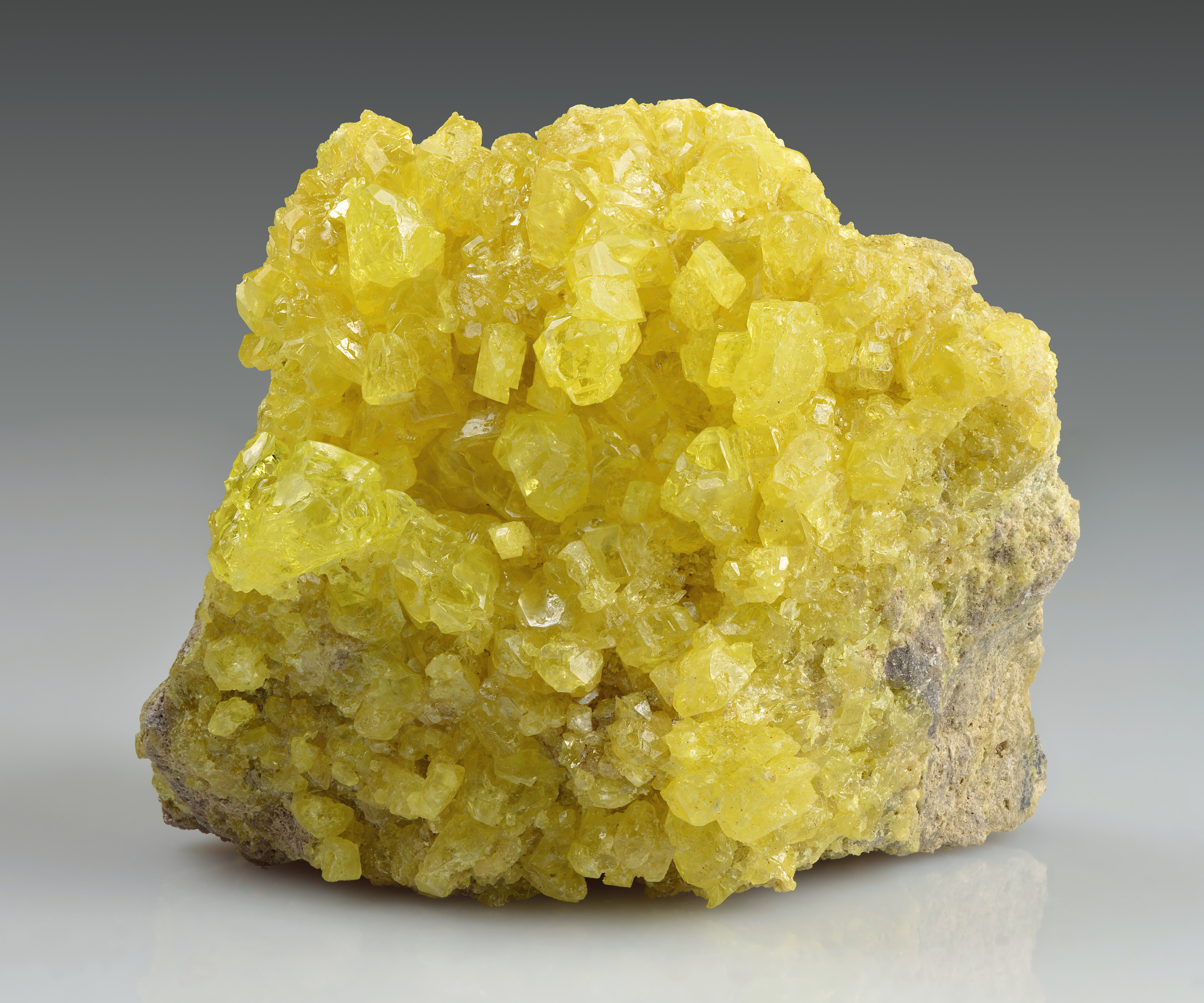
Самородная сера

Самородная сера — минерал класса самородных элементов. Встречается в виде кристаллов, налётов и натёчных масс жёлтого цвета. Месторождения в Евразии и США.

## Свойства
В природе сера известна в нескольких полиморфных кристаллических модификациях, из которых устойчивой является α-сера, при нагревании до температур выше 96 °C переходящая в β-серу. Встречается в виде сплошных масс, шаровидных и почковидных выделений, налётов и кристаллов, иногда образует щётки и друзы. Кристаллы пирамидальные, реже толстотаблитчатые. Может быть практически чистой или содержать примеси (мышьяк, селен, теллур в сере вулканического происхождения; глины, битумы, сульфаты и карбонаты). Цвет чистой серы ярко-жёлтый, соломенно-жёлтый или жёлто-бурый; примеси могут придавать серый, красноватый, зеленоватый и даже чёрный цвет.
Твёрдость по шкале Мооса 1-2. Плотность — 2050—2080 кг/м3. Высокая хрупкость. Излом раковистый до неровного. Спайность несовершенная. Блеск от смолистого до жирного. Черта бесцветная. Прозрачна вплоть до просвечивающей.

## Месторождения
Самородная сера встречается только в самой верхней части земной коры. Образуется преимущественно вулканогенным путём и в результате биогенно-осадочных процессов. Может также образовываться в процессе разложения сульфидных минералов. Наиболее крупные промышленные месторождения встречаются среди осадочных пород третичного или пермского периода. Месторождения серы известны в России, Польше, Украине, Туркменистане, Италии, Испании, США и др.

## Значение
Самородная сера применяется в ряде производств, в том числе бумажно-целлюлозном, резиновом, красочном, стекольном. Служит для производства серной кислоты, взрывчатых веществ, пестицидов и фунгицидов. Используется в медицине, может применяться как дезинфицирующее средство.